# 久慈あさみ
久慈 あさみ（くじ あさみ、1922年〈大正11年〉5月2日 - 1996年〈平成8年〉7月11日）は、日本の女優、歌手。
元宝塚歌劇団月組男役トップスター。東京市京橋区（現・中央区）新富町出身。本名は森山 淑子。

## 略歴

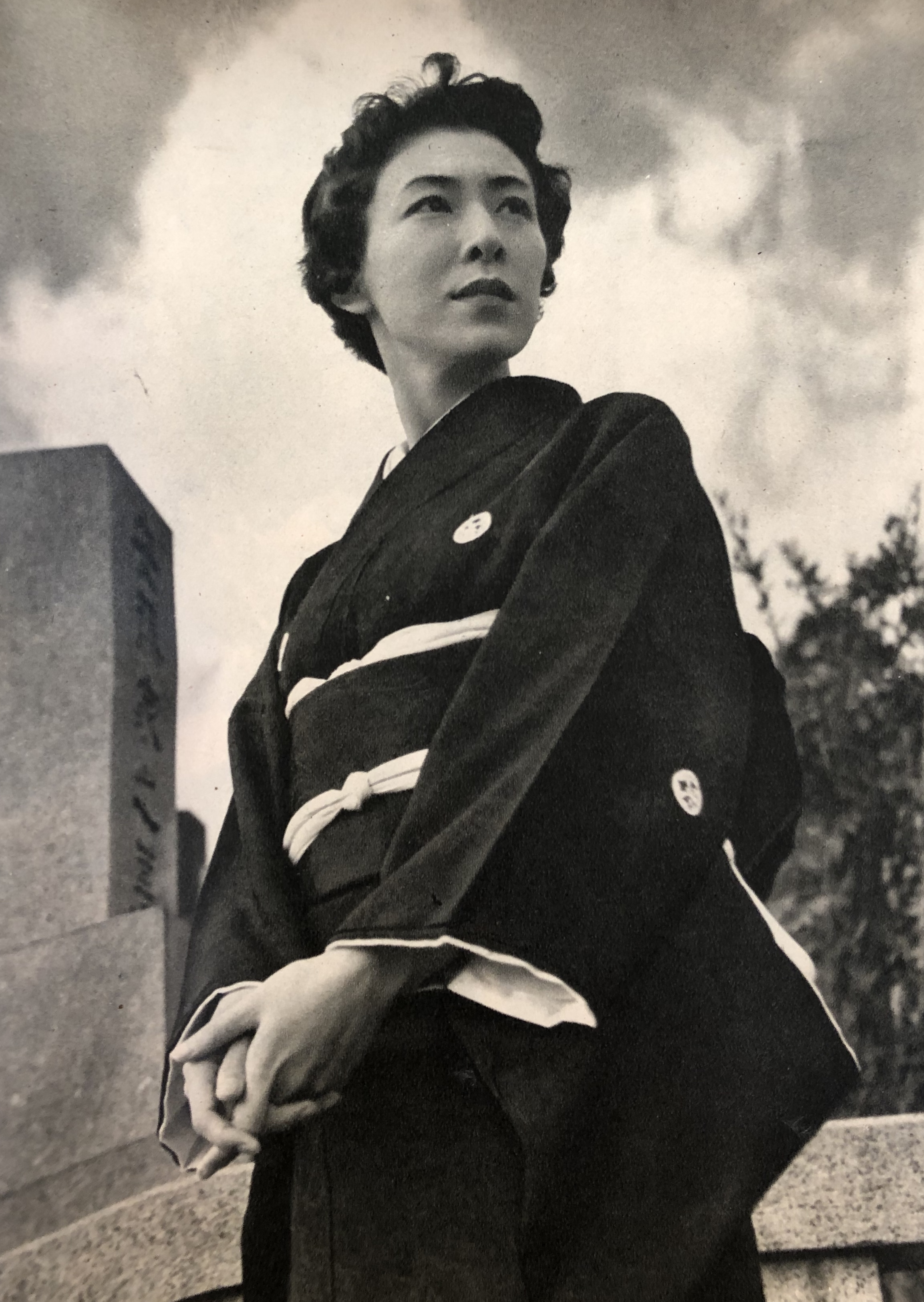
1954年

生家は、明治時代に歌舞伎役者の写真を多数撮影した森山写真館。1939年、麹町高等女学校卒業後、宝塚音楽舞踏学校に進む。宝塚歌劇団29期生。1941年、宝塚歌劇団に入団。宝塚入団時の成績は17人中9位。淡島千景、南悠子と共に『東京の三羽烏』と呼ばれた。相手役だった淡島千景が松竹入社したことなどに刺激を受け、1950年、宝塚を退団。新東宝と出演契約を結び『愛染香』で映画デビューする。
1951年、ビクターレコードと専属契約を結び、主演した新東宝映画『恋人』『ブンガワンソロ』『女豹の地図』等の主題歌を歌う。『チャッカリ夫人とウッカリ夫人』で歌った「チャッカリマンボ」等のヒットの他、NHK紅白歌合戦にも2回出場し、「ボタンとリボン」と「デッカメン・ソロ」を歌う。1952年、東宝と専属契約を結び1971年にフリーになるまで活躍した。社長シリーズでは森繁久弥社長の恐妻として28本にレギュラー出演している。『俺の空だぜ!若大将』が最後の映画出演。1971年以降はフリーでテレビや舞台での活躍を続ける。
1996年7月11日に74歳で亡くなる。東京・神田のニコライ堂の聖歌隊に感銘をうけ日本ハリストス正教会で洗礼を受けて正教徒となっており、埋葬式場・遺骨安置先はともにニコライ堂であった。
死後、2014年に古巣・宝塚歌劇団100周年記念で創設された「宝塚歌劇の殿堂」最初の100人のひとりとして殿堂入りを果たし、前述の「東京の三羽烏」と言われた淡島・南とともに殿堂入りとなった。

## 出演作品

### 宝塚歌劇団所属時代の主な舞台
- 桃太郎の凱旋（1942年5月26日 - 6月24日、月組公演、宝塚大劇場）
- 瀧廉太郎（1942年11月26日 - 12月28日、月組公演、中劇場）
- 大空を継ぐもの（1943年8月26日 - 9月24日、月組公演、宝塚大劇場）
- 翼の女子挺身隊（1944年1月1日 - 1月24日、月組公演、宝塚大劇場）
- ボレロ／人魚姫（1946年9月1日 - 9月29日、月組公演、宝塚大劇場）
- マノン・レスコオ／アリババ物語（1947年3月1日 - 3月30日、月組公演、宝塚大劇場）
- 運つく男／春のおどり(世界の花)（1947年5月1日 - 5月30日、月組公演、宝塚大劇場）
- 南の哀愁／眞夏の夜の夢（1947年7月1日 - 7月30日、月組公演、宝塚大劇場）
- 千姫／モン・パリ（1947年10月1日 - 10月30日、月組公演、宝塚大劇場）
- 悪たれ／ヴェネチア物語（1948年1月1日 - 1月30日、月組公演、宝塚大劇場）
- 陽気な街／春のをどり(大津絵)（1948年4月1日 - 4月29日、月組公演、宝塚大劇場）
- 香妃／ブルーヘブン（1948年9月1日 - 9月20日、月組公演、宝塚大劇場）
- アロハ・オエ（1948年11月6日 - 11月29日、月組公演、宝塚大劇場）
- ロマンス・パリ（1949年3月11日 - 3月30日、月組公演、宝塚大劇場）
- アレキサンドリアの舞姫／春のをどり（1949年4月22日 - 5月9日、宝塚大劇場）
- リオでの結婚／東京・ニューヨーク（1949年9月1日 - 9月29日、月組公演、宝塚大劇場）
- ヴギウギホテル／宝塚花くらべ（1950年1月1日 - 1月30日、月組公演、宝塚大劇場）
- 西施／ステイジランド（1950年5月2日 - 5月30日、月組公演、宝塚大劇場）
- アラビアン・ナイト（1950年9月1日 - 9月29日、月組公演、宝塚大劇場）

### 宝塚歌劇団退団後の主な舞台
- おお!大忠臣蔵（1970年）
- 佐渡島他吉の生涯（1981年）
- 大奥最後の日（1983年）

### 映画
- 愛染香 （1950年、新東宝） 監督：阿部豊 共演：藤田進、月丘夢路、池部良
- 夜来香 （1951年、新東宝） 監督：市川崑 共演：上原謙、利根はる恵
- 恋人 （1951年、新東宝） 監督：市川崑 共演：池部良、森繁久弥
- 盗まれた恋 （1951年、新東宝） 監督：市川崑 共演：森雅之、川喜多小六(川喜多雄二)
- ブンガワンソロ （1951年、新東宝） 監督：市川崑 共演：池部良、藤田進、田崎潤
- 女豹の地図 （1951年、新東宝） 監督：田中重雄 原作 ：田村泰次郎 共演：若原雅夫
- 大空の誓い （1952年、新東宝） 監督：阿部豊 共演：上原謙、香川京子
- チャッカリ夫人とウッカリ夫人 （1952年、新東宝） 監督：渡辺邦男 共演：田崎潤、香川京子
- 毒蛇島綺談 女王蜂（1952年 大映）横溝正史原作 共演：船越英二、森雅之
- 次郎長三国志シリーズ第三部～第七部 （1953年、東宝） 監督：マキノ雅弘 森の石松（森繁久彌）が恋こがれる投げ節お仲役。囚われのお仲を助けようとして石松は片眼を切られる。
- 花と波涛 （1954年、新東宝） 原作：井上靖 監督：松林宗恵 共演：上原謙、筑紫あけみ
- 北海の叛乱 （1956年、新東宝） 監督：渡辺邦男 共演：上原謙、藤田進、高田稔
- はりきり社長 （1956年、東宝） 監督：渡辺邦男 社長・森繁久彌の夫人役
- 続・社長三代記（1958年、東宝） 監督：松林宗恵 この作品から「続・社長学ABC」（1970年）まで社長シリーズに連続27本、「はりきり社長」と合わせて28本に、社長・森繁久彌の夫人役でレギュラー出演。（「へそくり社長」「続へそくり社長」「社長三代記」の社長夫人役は越路吹雪）
- 東京の休日（1958年、東宝） 監督：山本嘉次郎 共演：山口淑子、上原謙
- 上役・下役・ご同役（1959年、東宝）
- 社長太平記 （1959年、東宝）
- 続・社長太平記（1959年、東宝）
- 恐妻党総裁に栄光あれ（1960年、東宝）
- サラリーマン忠臣蔵 （1960年、東宝） 監督：杉江敏男 大石専務・森繁久彌の夫人役。
- 赤坂の姉妹より 夜の肌 （1960年、東京映画)
- 続サラリーマン忠臣蔵 （1961年、東宝）
- 大学の若大将 （1961年、東宝）
- ニッポン無責任時代 （1961年、東宝）
- 銀座の若大将 （1962年、東宝）
- エレキの若大将 （1965年、東宝）
- 俺の空だぜ!若大将 （1970年、東宝）

### テレビドラマ
- 太陽の丘 （1966 - 1967年、NHK）八代栄(主人公一家の妻)役。共演：森繁久彌
- 特別機動捜査隊 （テレビ朝日）
  - 第513話「その夜の女」（1971年）
  - 第542話「男子禁制」（1972年）
  - 第572話「二十七年目の女」（1972年）
- 半七捕物帳 第23話「津の国屋」（1972年、テレビ朝日）
- 新・細うで繁盛記（1973年、読売テレビ）
- 平岩弓枝ドラマシリーズ・「女の河」（1977年、フジテレビ）
- 銭形平次 第779話「憎まれ天使たち」（1981年、フジテレビ）
- 続・ぬかるみの女（1981年、東海テレビ） 皇子役
- 森繁久彌のおやじは熟年 第17話「慰問袋のマドンナ」（1981年、テレビ朝日） 深田加代子役
- 木曜ゴールデンドラマ　（読売テレビ）
  - 「非行主婦・アル中の女」（1982年） 共演：浅丘ルリ子 、夏目雅子
  - 「仮の宿なるを」（1983年）久役
  - 「長い道IV」（1989年）共演：池部良
- ザ・サスペンス・「熊さんの警察手帖」（1984年、TBS）共演：レオナルド熊 、堤大二郎
- 土曜ワイド劇場・「幻の結婚式」（1985年、テレビ朝日）共演：篠ひろ子、 大場久美子
- 月曜ワイド劇場・「母の誤算」（1984年、テレビ朝日）共演：星由里子
- 水曜ドラマスペシャル・「この子だれの子」（1986年、TBS）共演：樋口可南子
- 水曜グランドロマン・「老人病棟の仲間たち」（1989年、日本テレビ）共演：若村麻由美 、佐野史郎

### その他
- ライオンのいただきます（フジテレビ）

## NHK紅白歌合戦出場歴
| 年度/放送回              | 曲目             | 対戦相手       |
| ------------------------ | ---------------- | -------------- |
| 1953年（昭和28年）/第3回 | ボタンとリボン   | ディック・ミネ |
| 1957年（昭和32年）/第8回 | デッカメン・ソロ | 若山彰         |

## 演じた女優
七木奏音 越路吹雪物語 2018年 テレビ朝日系列